# 西藏柏木
西藏柏木（学名：Cupressus torulosa）为柏科柏木属下的一个种。分布于尼泊尔西部。
有学者曾将通麦柏木(Cupressus tomgmaiensis)和藏南柏木归入本种。
2023年5月26日，中國联合调查队發現林芝市波密县境内一棵西藏柏木高度為101.2米，是當時已知的亚洲第一高树。

## 扩展阅读
最高的树列表
 維基物種上的相關：西藏柏木